# Внутренний затылочный выступ
Вдоль внутренней поверхности затылочной кости, в месте пересечения четырех отделов крестообразного возвышения, проходит внутренний затылочный выступ. Поперёк с обеих сторон проходит борозда поперечного синуса.

## Дополнительные изображения
|  |